# Manou Mansour
Ben-Ousséni Mansour, más conocido como Manou Mansour (Mamoudzou, Mayotte, 24 de febrero de 1980), es un poeta francés. 
Es el mayor de una familia de nueve hermanos, hijos de Ousséni Mansour (enfermero) Amina Angatahi (ama de casa). Creció al sur de la isla de Mayotte, en Bouéni.

## Obra
- Lettres mahoraises (2008)
- L'auberge mahoraise (2009)
- Odes à l'homme perverti (2009)
- La Poésie en soi-Amante du Poète (2010)
- Ravi que le temps ait juste un peu rouillé mes terres  (2012)
- Le droit de renaître (2012)